# 小小爱因斯坦
小小爱因斯坦（英語：Baby Einstein）是一系列针对出生3个月的婴儿到4岁的幼儿的多媒体产品和玩具。其主题主要包括古典音乐、艺术、诗歌等，由小小爱因斯坦公司製作。
尽管这些产品备受渴望提升自己子女的认知发展的父母们的推崇，它们却很少能够得到儿童早期教育领域的专家们的首肯。专家们认为儿童的亲历亲为，通过对周边世界的探索来学习更为至关重要。
2007年8月，美国西雅圖華盛頓大學的研究人员发表的一项研究表明对于使用《小爱因斯坦》系列音像制品的半岁到一岁半大的儿童拥有的词汇量比其他同龄儿童小。小小爱因斯坦及其母公司华特迪士尼公司对这项研究做出了回应。
小小愛因斯坦於1996年推出，創始人朱麗·艾格奈爾-克拉克餘2001年將其出售予華特迪士尼公司。迪士尼公司於2001年11月7日至2013年10月13日持有並經營小小愛因斯坦品牌，並自2013年10月14日起將其出售予Kids II, Inc.經營。

## 历史
1996年朱丽·艾格奈尔-克拉克在她自己位于美国科罗拉多州丹佛郊区的家中成立小小爱因斯坦公司。艾格奈尔-克拉克及其丈夫比尔·克拉克用自己储蓄的1万8千美元投资生产他们最初命名为《小小爱因斯坦》的录像带和DVD产品。该产品后来改名为《小小爱因斯坦·语言育婴室》。
这个最初的音像制品中展现了各种玩具和其他图形，配以音乐、故事、数字、和很多种语言的单词。最初的音像制品在一些父母中很受欢迎。艾格奈尔-克拉克最终得以说服一家全国性的零售商在其旗下的6家店铺试销售。最终这个音像制品得以在全美国发行。之后他们又制作了几个其他的音像制品，其中有几个中有他们的两个女儿：阿斯彭和希尔拉。
《小小爱因斯坦》很快成了一个价值数百万美元的媒体系列产品。其带来的利润从1998年的1百万增长成2000年的1千万。艾格奈尔-克拉克在2000年2月将公司的20%出售给了艺术家娱乐公司Artisan Entertainment，并将其余部分在2001年11月以一个没有公布的价钱售予华特迪士尼公司。这个系列产品以著名的物理学家阿尔伯特·爱因斯坦命名，并因此给爱因斯坦的版权拥有者支付了大量的版税，使得按照《福布斯》杂志的说法，爱因斯坦成为全球收入最高的5个已经过世的名人之一。
小小爱因斯坦成了迪士尼的一个子公司之后，获得了大量的制作经费，其产品覆盖范围也扩大到了更复杂的题材来吸引学龄前儿童，比如关于农业的《小小爱因斯坦·小小麦可唐纳》（源于一首英语儿歌），关于音乐的《小小爱因斯坦·小小巴赫》，关于人体器官的《小小爱因斯坦·小小达芬奇》，关于季节的《小小爱因斯坦·小小莫奈》，等等。另外该公司还开发了一些教育目的的玩具。2005年迪士尼电视频道还推出的电视动画系列片《小爱因斯坦》。
《小小爱因斯坦》有7种语言、针对12各不同国家内容的官方网站，
2007年1月23日，美国总统小布什在其国情咨文中提到了“小小爱因斯坦”。艾格奈尔-克拉克和其他一些重要的美国公民被邀请坐在嘉宾席上，并得到布什总统的赞许。然而布什此举也招致争议，因为有人认为艾格奈尔-克拉克的名声是靠利用“焦虑的父母们的好奇心”的媒体系列产品而得到的。艾格奈尔-克拉克在2004年曾经给美国共和党全国委员会和布什捐款5150美元。
虽然朱丽·艾格奈尔-克拉克不再拥有或者操控她创办的这家公司，她还是经常以该系列产品的顾问或者代言人的身份出现。在每段录像中她都会宣传这个产品系列。在她把这家公司卖给迪士尼之后，转而开发一个教育小学生如何保护自己安全的新产品。

## 产品效果的争议
2006年5月，美国“争取一个没有广告的童年”组织向美国联邦贸易委员会针对小小爱因斯坦公司及其他类似的幼儿产品公司提出申诉。该组织认为这些公司使用了虚假广告。他们引述美国儿科协会的两岁以下婴幼儿不应该看电视的建议。他们还提出一项调查发现只有6%的父母知道这个建议，而与此同时有49%的父母认为这种教育音像制品对于儿童的智力发育非常重要。
2007年，美国联邦贸易委员会撤销了这个申诉，决定不采取任何强制性措施。该委员会做出此项决定是基于如下考量：小小爱因斯坦网站的内容被修改，一些产品效果的证言和描述被去除；还有该公司表示要逐步淘汰掉其教育和智力发展方面的广告用词。
然而该公司的中文网站并没有如此更正。其中文网站有“我们已经发行的《小小梵高－色彩的世界》影片DVD，就能启发宝宝们对颜色的兴趣和认识。”这样的未经证实的效果宣传。
2007年，澳大利亚重要报章《悉尼亨氏早报》的一篇报道 （页面存档备份，存于）说小小爱因斯坦“比中国蛇油（西方社会假药的代名词）强不了多少，并事实上延缓儿童的学习”。“争取一个没有广告的童年”在澳大利亚的组织的创办人之一苏珊·林说，那些《小小爱因斯坦》这样的婴儿 DVD 的销售商使用了“虚假的带有欺骗性的市场营销手段”。她说研究表明“不但没有任何这些婴儿音像制品能够起它们被宣称的作用，而且事实上它们会妨碍它们声称要促进的婴儿的能力的发展。 ”

### 语言能力发展的争议
2007年8月，《儿科杂志》发表了一项西雅圖華盛頓大學的一些研究人员的关于电视和音像制品对两岁以下幼儿的语言能力发展的研究成果。该成果是通过对一些2个月到2岁的婴幼儿的父母电话调查得到的。
该研究的作者弗莱德里克·兹摩尔曼、迪米特里·克里斯塔基斯、安德鲁·梅尔特佐夫得出结论，认为接触到《小小爱因斯坦》这样的婴儿音像制品的8到16个月大的婴儿在标准语言能力发展的测试中成绩普遍要比其他幼儿差。该结果只是针对面向婴儿的教育音像制品，不包括其他媒体或者和父母共同观看的内容。在17到24个月大的幼儿中，是否观看《小小爱因斯坦》这样的东西和其语言能力的发展没有任何正面或者负面的关联。研究同时发现，日常的阅读和讲故事对于提高婴幼儿，尤其是幼儿，的语言能力有好的效果。
西雅圖華盛頓大學新闻发布宣称，研究表明婴幼儿每天每看1个小时的婴儿DVD/音像制品，其词汇量比同龄孩子就要少6到8个，因此建议父母亲限制这些产品的使用。作者弗莱德里克·兹摩尔曼说“这些婴儿DVD/音像制品没有任何证据证明它们有益，同时有证据表明它们很可能有害。我们不确定这些产品的害处，但最好是安全第一，父母应该尽量少用。”
儿科医生迪米特里·克里斯塔基斯说他“经常被家长们询问这些产品的价值”，并表示“愈来愈多的证据表明它们没有任何价值，而且可能有害。根据我们掌握的情况，我相信那些厂家有义务证明他们的产品能够对孩子的认知能力有正面的促进作用。”
作为对这些负面报道的回应，小小爱因斯坦公司给出了如下声明
小小爱因斯坦公司致力于在研发我们的产品中保持最高标准。在仔细研究了西雅圖華盛頓大學的研究成果之后，我们对于其研究结论和新闻发布的内容的矛盾表示严重关切。其后者错误地暗示这项研究是针对小小爱因斯坦产品的。然而事实上该研究报告的结论中声明“本研究不是关于观看婴儿DVD/音像制品对于发育影响的直接测试。我们没有通过实验证实观看这些产品对语言能力的获得是否有正面或者负面的影响。”
2007年8月13日，华特迪士尼公司的总裁兼首席执行官罗伯特·伊格尔要求西雅圖華盛頓大學收回他们的新闻发布，因为该研究本身并不支持该学校的公关部的声明。8月16日，西雅圖華盛頓大學校长马克·A·艾默尔特拒绝了迪士尼的要求，说学校支持这项研究，而且新闻发布正确地表达了论文的结论和科学家们的评价。

## 中文发行
在中国大陆，《小小爱因斯坦》系列DVD、VCD、CD由中录德加拉发行，书由童趣出版有限公司发行。
在台湾，《小小爱因斯坦》系列DVD由博伟和得利影視公司共同发行。

### 香港配音員
- 李奧:徐沛筠（香港）
- 安妮:陳秀珊（香港）
- 朱女:林巧曼（香港）
- 傑斯:陳琴雲（香港）